# Carl Bissuti
Carl Bissuti (16. Februar 1899 in Stephanshart, Niederösterreich – 14. September 1974 in Graz) war ein österreichischer Opernsänger der Stimmlage Bass.

## Leben und Werk
Ursprünglich strebte Bissuti die Laufbahn eines Bahnbeamten an. In Asten gründete einen Jugendchor. Bei einem Konzert fiel seine Stimme auf und der berühmte Salzburger Festspielsänger Richard Mayr setzte sich dafür ein, dass er im Mozarteum als Studierender aufgenommen wurde. Seine Gesanglehrerin war Bianca Bianchi. In der Spielzeit 1922–1923 war er als Chorist am Salzburger Stadttheater engagiert. Es folgten Verpflichtungen als Schauspieler, zuerst für drei Spielzeiten in Salzburg, dann für zwei Saisonen in Linz. 1928 wurde er als Sänger nach Trier engagiert. Es folgten Verpflichtungen in Troppau (1932–1933), Bielefeld (1933–1934) und Darmstadt (1934–1935).
1934 wurde er von Clemens Krauss zu einem Gastspiel an die Wiener Staatsoper – als Sarastro in der Zauberflöte – eingeladen. Daraufhin wurde er ab 1935 an das Haus am Ring verpflichtet, wo er von Mozart bis Kienzl, von Verdi bis Wagner nahezu alles sang, was zu seinem Fach zählte. Im Österreichischen Theatermuseum finden sich Rollenbilder aus Weinbergers Wallenstein und Lehárs Land des Lächelns. Von 1936 bis 1939 war er alljährlich im Sommer bei den Salzburger Festspielen verpflichtet. Er sang dort zuerst unter der musikalischen Leitung von Arturo Toscanini (Zauberflöte, Fidelio, Meistersinger von Nürnberg), von Bruno Walter (Così fan tutte) und von Felix von Weingartner (Der Corregidor). Nach der Annexion Österreichs an Hitler-Deutschland wurde er von den Dirigenten Wilhelm Furtwängler (Meistersinger) und Hans Knappertsbusch (Fidelio, Freischütz und Tannhäuser) nach Salzburg engagiert.
Der Sänger blieb bis 1942 Ensemblemitglied der Wiener Staatsoper und erhielt dann ein festes Engagement am Stadttheater Salzburg. 1944 wurde er bei einem Luftangriff auf Wien verschüttet und schwer verletzt. Er musste seinen Beruf aufgeben und übersiedelte später nach Graz.
Er war mit der Sopranistin Josefine Stelzer (1902–1958) verheiratet. Das Paar hatte zumindest einen Sohn, Kristian Bissuti, geboren 1940, der Fotograf wurde.

## Rollen (Auswahl)

### Uraufführungen
- 1937 Marco Frank: Die fremde Frau – Wiener Staatsoper (Dr. Chesnel)
- 1937 Jaromír Weinberger: Wallenstein – Wiener Staatsoper (Wachtmeister)
- 1938 Franz Salmhofer: Iwan Tarassenko – Wiener Staatsoper (Exzellenz Burulbasch)

### Repertoire
| Beethoven: - Don Fernando und Rocco im Fidelio d’Albert: - Tommaso in Tiefland Händel: - Nirenus in Giulio Cesare in Egitto Kienzl: - Friedrich Engel in Der Evangelimann - Titante in Don Quixote - Fussel in Der Kuhreigen Franz Lehár: - Graf Ferdinand von Lichtenfels in Das Land des Lächelns Meyerbeer: - Il Gran Bramino in Die Afrikanerin Mozart: - Don Alfonso in Così fan tutte - Sarastro in Die Zauberflöte Nicolai: - Herr Reich in Die lustigen Weiber von Windsor Hans Pfitzner: - Kardinal von Lothringen und Kapellsänger von Santa Maria Maggiore in Palestrina Puccini: - Sonora in La fanciulla del West - Timur in Turandot |  | Smetana: - Benes in Dalibor Richard Strauss: - Musketier in Friedenstag Verdi: - Graf Monterone im Rigoletto - Ferrando in Il trovatore - Doktor Grenvil in La traviata - Tom, Graf Wartung, Berkley in Un ballo in maschera - Ein Mönch (Kaiser Karl V.) in Don Carlos - König und Ramfis in Aida Wagner: - Daland in Der fliegende Holländer - Biterolf im Tannhäuser - Hans Schwarz und Nachtwächter in Die Meistersinger von Nürnberg Weber: - Kuno und Eremit in Der Freischütz - Harun al Raschid in Oberon, König der Elfen Wolf: - Juan Lopez und Tonuelo in Der Corregidor Wolf-Ferrari: - Simon in Die vier Grobiane |

## Tondokumente
Es gibt relativ wenige Tondokumente von Carl Bissuti. In Salzburg mitgeschnitten wurden von Toscanini dirigierte Aufführungen der Zauberflöte und der Meistersinger von Nürnberg. Bei Koch erschienen Archivaufnahmen aus der Wiener Staatsoper, beispielsweise Aida (Ramfis) und Der Freischütz (Kuno).

## Quelle
- Karl-Josef Kutsch, Leo Riemens: Großes Sängerlexikon, Walter de Gruyter 2012, Volume 4, S. 425